# Georges Blin
Georges Blin  (* 18. Dezember 1917 in Pertuis; † 14. Mai 2015 in Paris) war ein französischer Romanist und Literaturwissenschaftler, der auch in der Schweiz wirkte.

## Leben und Werk
Blin besuchte Gymnasien in Marseille und Paris. Ab 1937 studierte er in Paris an der École normale supérieure. 1941 bestand er die Agrégation im Fach Lettres.  Von 1939 bis 1945 unterrichtete er an Gymnasien in Rom, Le Havre, Rabat und Tanger. Von 1946 bis 1959 war er Professor für französische Literaturgeschichte an der Universität Basel (Nachfolger: Claude Pichois). Er habilitierte sich 1958 an der Sorbonne mit den Thèses Stendhal et les problèmes de la personnalité (Paris, José Corti, 1958, 2001) und Stendhal et les problèmes du roman (Paris, José Corti, 1953, 1958, 1983, 1990, 1998; polnisch, Warschau 1972) und lehrte von 1959 bis 1965  an der Sorbonne, dann bis 1988 (als Nachfolger von Jean Pommier) am Collège de France. Er war Offizier der Ehrenlegion.

## Weitere Werke
- Baudelaire, Paris, Gallimard, 1939 (Vorwort von Jacques Crépet; japanisch, Tokio 1977, 1985, 1988).
  - Baudelaire, suivi de résumés des cours au Collège de France 1965-1977, Paris, Gallimard, 2011.
- D'un certain consentement à la douleur, Alger/Tunis, Fontaine, 1944.
  - (italienisch) Di un certo consenso al dolore, hrsg. von Giuseppe Grasso, Chieti, Solfanelli, 2015.
- Le sadisme de Baudelaire, Paris, José Corti, 1948 (japanisch, Tokio 1973, 1986, 2006).
- La Cribleuse de blé. La Critique, Paris, José Corti, 1968 (Antrittsvorlesung am Collège de France).

### Herausgebertätigkeit
- (mit Jacques Crépet) Baudelaire, Les fleurs du mal, Paris, José Corti, 1942, 1950.
  - (Neubearbeitung mit Claude Pichois), Paris José Corti, 1968.
- Stendhal, Armance, ou Quelques scènes d'un salon de Paris en 1827, Paris,  Éditions de la Revue Fontaine, 1946.
- (mit Jacques Crépet) Baudelaire, Journaux intimes. Fusées. Mon coeur mis à nu. Carnet,  Paris, José Corti, 1949.